# Рабія Кадір
Рабія Кадір (уйг. رابىيە قادىر, Rabiye Qadir; (21 січня 1947 , Алтай, Q15911217? )) — підприємець, відома уйгурська дисидентка і правозахисниця, президент «Всесвітнього Уйгурського Конгресу» (ВУК).

## Біографія
Народилася в 1947 році в місті Алтай (Східний Туркестан), у родині підприємців. Одружилася в 1965 році з Сидиком Рузи і переїхала до Аксу. У 1981 із сім'єю переїхала до м. Урумчі, де почала вести невеликий бізнес з продажу уйгурського етнічного одягу. Після розвалу СРСР, як і багато уйгурів, перейшла на транскордонну торгівлю з колишніми радянськими республіками, заснувавши оптово-торгову компанію «Akida Industry and Trade Co». Незабаром стала однією з п'яти найбагатших людей Китаю, її компанія вела торговельні операції в східних регіонах Китаю, Казахстані та Росії. Її сім'я володіє великими торговими і діловими центрами у м. Урумчі, таких як «Akida Trade Center», «Kadeer Trade Center».
Рабія Кадір також займалася благодійністю, всіляко підтримуючи уйгурську громаду.
Мати одинадцяти дітей.
Кадір стала членом уряду Сіньцзяну в 1987 році і делегатом Народної політичної консультативної ради Китаю в 1992 році.

## Позбавлення волі
Як свідок подій в Кульджі в 1997 році, Кадір розповідала, що вона зазнала невдачі, неодноразова намагаючись переконати Пекін, піти на необхідні радикальні зміни в політиці по відношенню до уйгурів. Відчуваючи, що у неї немає вибору, вона відкрито критикувала уряд у своєму виступі перед парламентом, і була негайно виведена зі складу Народних консультативних зборів; влада позбавили її паспорта.
У 1999 році вона надіслала вирізки з газет своєму чоловікові, Сідіку Рузі, який жив у Сполучених Штатах і був активним противником китайської політики відносно уйгурського народу. Рабія Кадір була затримана в серпні 1999 року, коли прямувала на зустріч з делегацією американського Конгресу в Урумчі. Вона була затримана владою КНР за звинуваченням у «розголошенні державної таємниці», і була засуджена 10 березня 2000 року в Урумчі народним судом проміжної інстанції, в «підриві державної безпеки».
Кадір провела два роки в одиночному ув'язненні, але не була піддана тортурам. Вона припускає, що це сталося тому, що охоронці знали про її міжнародну репутацію. У 2004 році, термін скоротили на рік.

## Звільнення, правозахисна діяльність
У 2004 році вона отримала премію Рафто за боротьбу за права людини, перебуваючи у в'язниці.
14 березня 2004 року, Кадір була випущена, номінально з медичних міркувань, і вислана до Сполучених Штатів Америки під вартою напередодні візиту держсекретаря США Кондолізи Райс до регіону. 17 березня Кадір в США приєдналися до своєї сім'ї.

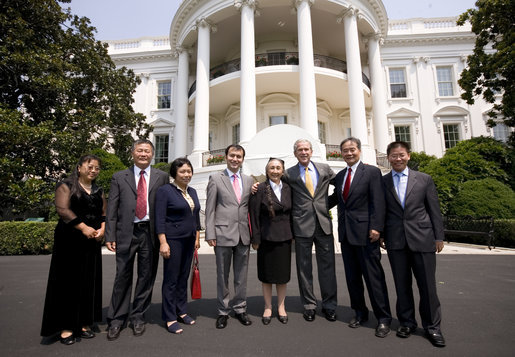
У липні 2008 року Ребія Кадір зустрілася з Джорджем Бушем у Білому домі

У квітні 2007 року один з її синів, Аблікім, був засуджений до 9-ти років в'язниці і 3-х років позбавлення політичних прав, за звинуваченням у «розпалюванні та участі в сепаратистській діяльності». У листопаді 2006 року Алім, інший з її синів, був засуджений до 7 років тюремного ув'язнення і оштрафований на $ 62500. Кахар Абдурехім, ще один з її синів, був оштрафований на $ 12500 за ухилення від сплати податків. У червні 2006 року Аліму, Аблікіму та Кахару були офіційно пред'явлені звинувачення у підриві державної безпеки та економічних злочинах, незабаром після обрання Кадір, президентом Американської асоціації уйгурів.
5 червня 2007 року на конференції з питань демократії і безпеки, що відбулася у Празі, Кадір особисто зустрілася з президентом Джорджем Бушем. 17 вересня 2007 року палата представників Сполучених Штатів Америки прийняла резолюцію № 497, яка вимагала від китайського уряду звільнити ув'язнених дітей Рабії Кадір і громадянина Канади уйгурського походження Хусейнжана Джаліла і змінило свою політику відносно уйгурців.

## «10 умов кохання»
Джефф Деніелс зняв документальний фільм про Кадір у 2009 році під назвою «10 умов кохання». Цей фільм демонструвався на Мельбурнському міжнародному кінофестивалі. Організатори кінофестивалю відмовили китайському консульству в Мельбурні, який вимагав припинення показу фільму, а Рабію Кадір не запрошували на кінофестиваль. Деякі китайські продюсери на знак підтримки КНР не взяли участі у кінофестивалі. Сайт фестивалю зламали й інформація про фестивалі замінена китайським прапором і антикадіровськими гаслами. Прес-секретар міністерства закордонних справ Китаю Цинь Ган сказала, що Китай рішуче виступає проти будь-якого надання іноземною державою їй трибуни для її антикитайської розкольницької діяльності". Однак, Деніелс сказав, це добре, що «люди змогли побачити інший бік історії» і критикував тиск з боку китайського уряду.
Документальний фільм планувався до показу на кінофестивалі в місті Гаосюн на Тайвані, в жовтні 2009 року, китайський уряд запропонувало уряду Ґаосюна «не каламутити воду». Сайт фестивалю також зламали. Пізніше було оголошено, що фільм буде демонструватися на кінофестивалі, як це спочатку планувалося. Прем'єр Держради Ден І заявив, що уряд буде захищати свободу слова.